# سوفی وورتمبرگ
سوفی وورتمبرگ (انگلیسی: Sophie of Württemberg; ۱۷ ژوئن ۱۸۱۸ – ۳ ژوئن ۱۸۷۷) همسر اول ویلم سوم پادشاه هلند بود.
وی دختر ویلیام یکم پادشاه وورتمبرگ و کاترین پاولونا چهارمین دختر بزرگ پاول یکم تزار روسیه بود. سوفی در سال ۱۸۳۹ با ویلم سوم ازدواج کرد و در سال ۱۸۴۹ پس از به سلطنت رسیدن شوهرش به‌عنوان ملکه هلند شناخته شد. او در سن ۵۸ سالگی درگذشت و در کلیسای جدید دلفت به خاک سپرده شد.